# Štefan Kopačka
Štefan Kopačka (* 15. září 1952) je bývalý slovenský fotbalista.

## Fotbalová kariéra
V československé lize hrál v sezóně 1977/78 za Dukla Banská Bystrica. Dal 1 ligový gól. V nižších soutěžích hrál i za Spartak Dubnica nad Váhom.

## Ligová bilance
| Ročník                                      | Zápasy | Góly | Klub                      |
| ------------------------------------------- | ------ | ---- | ------------------------- |
| 1. československá fotbalová liga 1977/78    | -      | 1    | Dukla Banská Bystrica     |
| 1. slovenská národní fotbalová liga 1981/82 | 24     | 0    | Spartak Dubnica nad Váhom |
| 1. slovenská národní fotbalová liga 1982/83 | 26     | 1    | Spartak Dubnica nad Váhom |
| 1. slovenská národní fotbalová liga 1983/84 | 6      | 0    | Spartak Dubnica nad Váhom |
| CELKEM 1. liga                              | -      | 1    |                           |